# Evelyn Brent
Evelyn Brent, född 20 oktober 1899 (omtvistat årtal), död 4 juni 1975 i Los Angeles, Kalifornien, var en amerikansk skådespelare. Hon filmdebuterade 1915 och kom att medverka i ett stort antal amerikanska och engelska stumfilmer. Hon fortsatte filma även efter ljudfilmens genombrott och medverkade totalt i över 120 filmer. Majoriteten av hennes stumfilmer är idag förlorade.
Hon har en stjärna på Hollywood Walk of Fame vid adressen 6548 Hollywood Blvd.

## Filmografi i urval
- 1922 – Trapped by the Mormons
- 1926 – Love 'em and Leave 'em
- 1927 – Underworld
- 1928 – Sista kommandot
- 1928 – The Mating Call
- 1928 – I brottets skugga
- 1928 – Beau Sabreur
- 1929 – Broadway
- 1930 – Silverstimmet i Alaska
- 1932 – Pengar eller livet!
- 1933 – The World Gone Mad
- 1936 – Hopalong Cassidy Returns
- 1937 – Daughter of Shanghai
- 1937 – Djungel Jim
- 1938 – Detektiven Mr. Wong
- 1939 – Ett drama i djungeln
- 1939 – Daughter of the Tong
- 1941 – Emergency Landing
- 1941 – Wide Open Town
- 1943 – Det sjunde offret
- 1948 – The Golden Eye